# Manuel Chili "Caspicara"

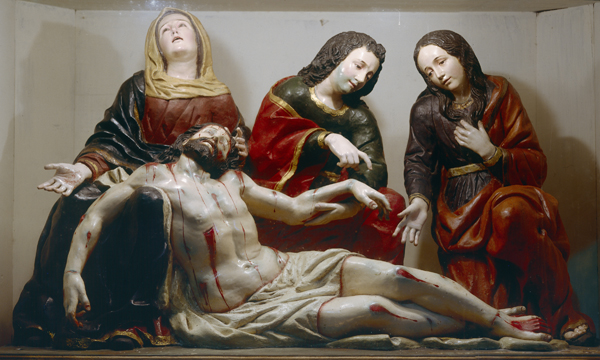
La Sábana Santa. Kathedraal van Quito

Manuel Chili, ook bekend onder de artiestennaam Caspicara, was een Ecuadoraanse beeldhouwer. Hij behoorde tot de 18e-eeuwse Escuela Quiteña, waarvan hij een van de belangrijkste vertegenwoordigers was. 
Hij werd geboren in de stad Quito, toen hoofdstad van de Real Audiencia de Quito, rond het jaar 1720, hoewel de exacte datum onbekend is. Specialisten plaatsen zijn dood meestal in 1796.
Zijn pseudoniem betekent houten gezicht, en bestaat uit twee woorden uit het Kichwa: caspi (hout) en cara (schors). Dit suggereert dat het een man was met een als uit hout gesneden gezicht. Er zijn echter geen portretten of verwijzingen naar zijn fysieke verschijning overgeleverd.
Volgens de historicus Jaime Aguilar Paredes wijdde Caspicara zich mogelijk al op zeer jonge leeftijd aan houtsnijwerk, totdat hij een superioriteit en meesterschap bereikte die hem aan het hoofd van de beeldhouwers van zijn tijd plaatste, op de hetzelfde niveau als beroemde Europese beeldhouwers. Sommige bronnen geven aan dat koning Carlos III van Spanje zelf de volgende zin uitriep en de beeldhouwer prees: Ik maak me geen zorgen dat Italië Michelangelo heeft, in mijn koloniën in Amerika heb ik de meester Caspicara.
- Library of Congress Control Number: n78095900
- Union List of Artist Names: 500117413
- Virtual International Authority File: 6781159478125827990007